# Daniel Valencia
Alexander Daniel Valencia Mondragon (* 18. März 2004 in Toluca de Lerdo) ist ein mexikanischer Eishockeyspieler, der seit 2022 für Clearwater Ice Storm in der North American Prospects Hockey League und parallel im Team der University of Tampa um den Titel der Amateur Athletic Union College Hockey spielt. Seine Brüder Eduardo und Luis sind ebenfalls mexikanische Nationalspieler.

## Karriere
Daniel Valencia begann seine Karriere in kanadischen Nachwuchsteams. Im Alter von 18 Jahren wechselte er in die Vereinigten Staaten, wo er  für Clearwater Ice Storm in der North American Prospects Hockey League und parallel im Team der University of Tampa um den Titel der Amateur Athletic Union College Hockey spielt.

### International
Im Juniorenbereich spielte Valencia für Mexiko bei der U18-Weltmeisterschaft der Division III 2022 sowie den U20-Weltmeisterschaften 2022 und 2024 in der Division III und 2023 in der Division II. Zudem nahm er an den Olympischen Jugend-Winterspiele 2020 in Lausanne im „3×3 Turnier“ für das „Team Yellow“ teil.
Mit der Herren-Nationalmannschaft seines Landes nahm Valencia erstmals an der Weltmeisterschaft der Division II 2023 teil. Nach dem Abstieg spielte er bei der Weltmeisterschaft 2024 in der Division III.

## Erfolge und Auszeichnungen
- 2022 Aufstieg in die Division II, Gruppe B, bei der U20-Weltmeisterschaft der Division III